# Hylomys megalotis
Hylomys megalotis е вид бозайник от семейство Таралежови (Erinaceidae).

## Разпространение
Видът е разпространен в Лаос.